# Xysticus asper
Xysticus asper är en spindelart som först beskrevs av Lucas 1838.  Xysticus asper ingår i släktet Xysticus och familjen krabbspindlar.
Artens utbredningsområde är Kanarieöarna. Inga underarter finns listade i Catalogue of Life.